# ああわが家
『ああわが家』（ああわがや）は、1989年1月4日 - 3月3日にTBS「花王 愛の劇場」枠にて放送されていた日本のテレビドラマ。同枠における、石井ふく子がプロデューサーを務めた作品の第7作目。

## 概要
1976年にNHKで放送されたドラマ「となりの芝生」のリメイク。
1989年に「花王 愛の劇場」枠で放送された。
本作の後、2009年にもTBS「水曜劇場」枠でリメイクされている。

## キャスト
- 高平知子：長山藍子
- 高平要：前田吟
- 高平万里：吉村涼
- 高平太郎：桑原崇
- 脇田時枝：東てる美
- 秋野波江：いまむらいづみ
- 秋野静子：水原英子
- 秋野聡子：和気香子
- 高平志乃：赤木春恵
- 伊藤孝雄
- 大森暁美
- 片岡聖子

## スタッフ
- 原作：橋田壽賀子「となりの芝生」より
- プロデューサー：石井ふく子
- 脚本：石井君子
- 演出：川俣公明
- 音楽：小川寛興
- 製作：TBS、ストーンウェル

## 主題歌
- 『川の流れのように』

作詞 - 秋元康 / 作曲 - 見岳章 / 編曲 - 竜崎孝路 / 歌 - 美空ひばり